# Muriceides chamaeleon
Muriceides chamaeleon är en korallart som först beskrevs av von Koch 1887.  Muriceides chamaeleon ingår i släktet Muriceides och familjen Plexauridae. Inga underarter finns listade i Catalogue of Life.